# Finch (együttes)
A Finch amerikai post-hardcore együttes 1999-ben alakult a kaliforniai Temeculában. A Deftones súlyosságát a pop-punkkal vegyítő zenekar két albumot és egy EP-t adott ki 2006-ig, amikor is bejelentették visszavonulásukat. Egy évvel később 2007 novemberében alakultak újjá. A következő évben kiadtak egy EP-t, és elkezdtek dalokat írni egy harmadik Finch nagylemezhez, de 2010-ben feloszlottak. 2012-ben a What It Is to Burn című első albumuk 10 éves jubileuma alkalmából koncertezni kezdtek, majd ismét belefogtak a harmadik nagylemezbe, ami végül 2014 szeptemberében meg is jelent. Két évvel később a Finch újra feloszlott.

## Tagok
Utolsó felállás
- Nate Barcalow – ének, billentyűsök (1999–2006, 2007–2010, 2012–2016)
- Alex "Grizz" Linares – ritmusgitár, vokál (1999–2006, 2007–2010, 2012–2016)
- Daniel Wonacott – basszusgitár, vokál (2007–2010, 2012–2016)
- Alex Pappas – dobok, ütősök (1999–2004, 2012–2016)

Korábbi tagok
- Randy "R2K" Strohmeyer – szólógitár, vokál (1999–2006, 2007–2010, 2012–2015)
- Derek Doherty – basszusgitár, vokál (1999–2006)
- Marc Allen – dobok, ütősök (2004–2006)
- Drew "Dawggy" Marcogliese – dobok, ütősök (2007–2010)

## Diszkográfia
Stúdióalbumok
- What It Is to Burn (2002)
- Say Hello to Sunshine (2005)
- Back to Oblivion (2014)

EP-k
- Falling into Place (2001)
- Finch (2008)
- Epilogue (2010)

Koncertalbumok
- A Far Cry from Home (2009)
- What It Is to Burn X Live (2014)

Akusztikus album
- Steel, Wood and Whiskey (2015)

## Fordítás
Ez a szócikk részben vagy egészben  a   Finch (American band) című angol Wikipédia-szócikk fordításán alapul.  Az eredeti cikk szerkesztőit annak laptörténete sorolja fel. Ez a jelzés csupán a megfogalmazás eredetét és a szerzői jogokat jelzi, nem szolgál a cikkben szereplő információk forrásmegjelöléseként.